# Vall Grana

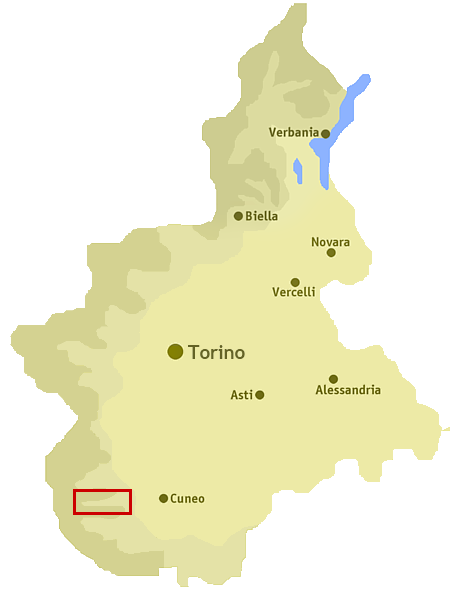
Localització de la Val Grana

Val Grana és una de les Valls Occitanes de la província de Cuneo (Piemont), situada entre la Val Maira i la Val d'Estura, no té frontera amb França. Surt de Caraglio, a la planura, per a arribar a Colle Fauniera (2.511 m). Rep el nom del torrent Grana, que travessa la vall

## Cims
- Mont Tibert (2.647 m)
- Mont Viridio (2.498 m)
- Mont Bram (2.357 m)

## Municipis
- Caraglio
- Valgrana
- Monterosso Grana
- Pradleves
- Castelmagno

Formen part de la Comunitat Muntanyenca Vall Grana

## Llocs d'interès
- Santuari de San Magno